# Ambrose Jerome Kennedy

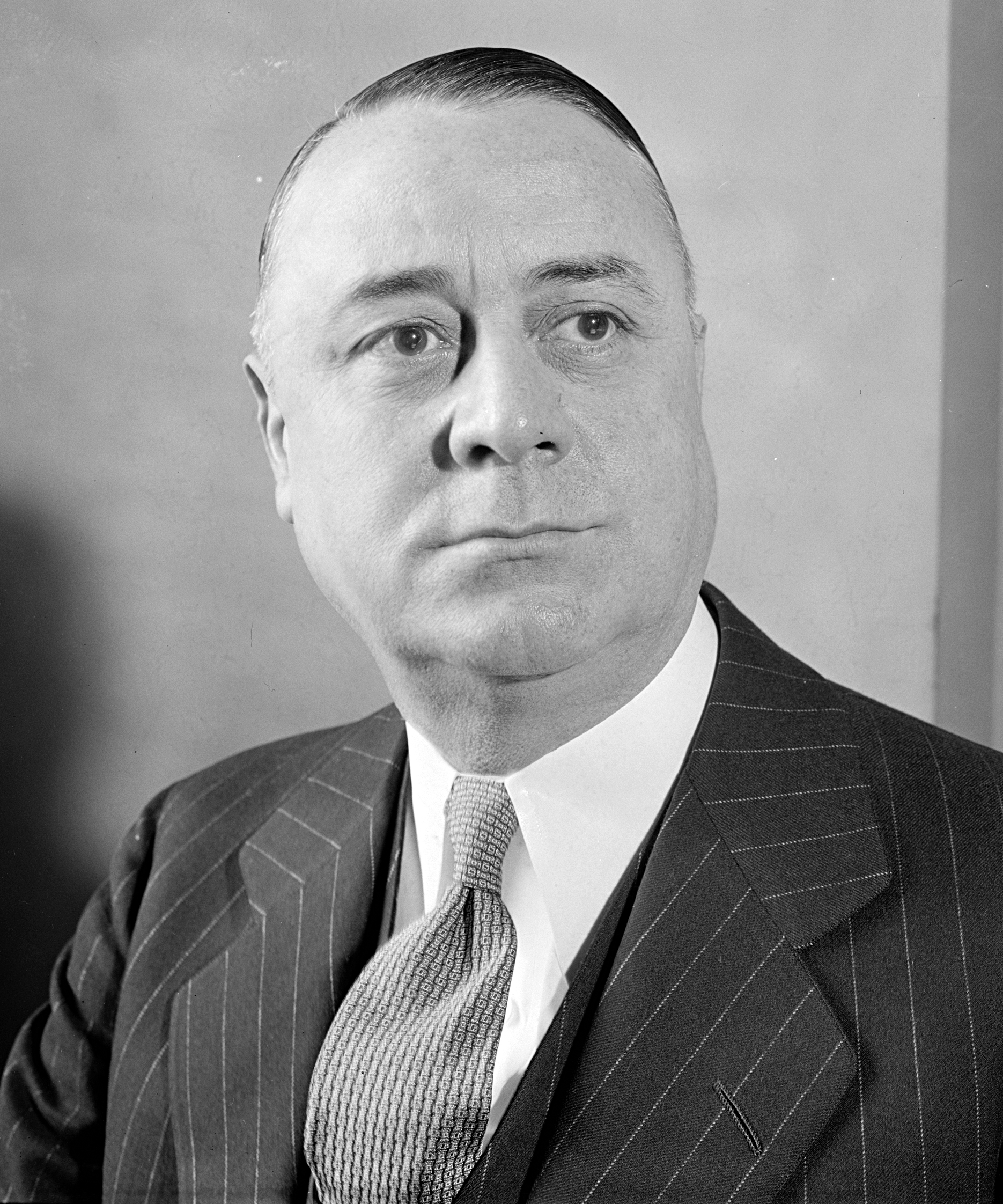
Ambrose Jerome Kennedy (1939)

Ambrose Jerome Kennedy (* 6. Januar 1893 in Baltimore, Maryland; † 29. August 1950 ebenda) war ein US-amerikanischer Politiker. Zwischen 1932 und 1941 vertrat er den Bundesstaat Maryland im US-Repräsentantenhaus.

## Werdegang
Ambrose Kennedy besuchte öffentliche Schulen in seiner Heimatstadt sowie das Calvert Hall College und das Polytechnic Institute in Baltimore. Zwischen 1909 und 1924 arbeitete er für eine Versicherungsgesellschaft. Danach war er auch im Börsengeschäft tätig. Gleichzeitig schlug er als Mitglied der Demokratischen Partei eine politische Laufbahn ein. Im Jahr 1918 kandidierte er erfolglos für das Abgeordnetenhaus von Maryland. Zwischen 1922 und 1926 gehörte Kennedy dem Stadtrat von Baltimore an. In den Jahren 1928 und 1929 saß er im Senat von Maryland. 1928 und 1932 nahm er als Delegierter an den jeweiligen Democratic National Conventions teil. Seit 1929 war er Begnadigungsbeauftragter des Staates Maryland.
Nach dem Tod des Abgeordneten John Charles Linthicum wurde Kennedy bei der fälligen Nachwahl für den vierten Sitz von Maryland als dessen Nachfolger in das US-Repräsentantenhaus in Washington, D.C. gewählt, wo er am 8. November 1932 sein neues Mandat antrat. Nach drei Wiederwahlen konnte er bis zum 3. Januar 1941 im Kongress verbleiben. Während dieser Zeit wurden dort die meisten der New-Deal-Gesetze der Bundesregierung unter Präsident Franklin D. Roosevelt verabschiedet. Kennedy war seit 1933 Vorsitzender des Committee on Claims. Im Jahr 1940 wurde er von seiner Partei nicht mehr zur Wiederwahl nominiert.
Nach dem Ende seiner Zeit im US-Repräsentantenhaus arbeitete Kennedy wieder in der Versicherungsbranche und im Börsenhandel. Zwischen 1943 und 1945 gehörte er der Arbeitslosenkommission des Staates Maryland an. Er starb am 29. August 1950 in Baltimore, wo er auch beigesetzt wurde.